# Attività elettrodermica
L'attività elettrodermica (in inglese electrodermal activity o EDA), talvolta nota come risposta galvanica cutanea (galvanic skin response o GSR) o conduttanza cutanea (skin conductance o SC), è un termine generico che indica la misura delle continue variazioni nelle proprietà di conduttanza elettrica della pelle, in risposta alla secrezione di sudore da parte delle ghiandole sudoripare eccrine. Sia l'EDA che l'attività sudomotoria sono modulate autonomamente dall'attività del sistema nervoso simpatico (SNS), una componente del sistema nervoso autonomo (SNA), che interviene nel controllo delle funzioni corporee involontarie, nonché degli stati cognitivi ed emotivi. L'attività elettrodermica è legata alla regolazione della temperatura corporea interna e all'eccitazione psicologica-emotiva della persona. Quando una persona è psicologicamente eccitata o emozionata, il sistema nervoso simpatico si attiva notevolmente, l'attività delle ghiandole sudoripare eccrine, innervate dai nervi simpatici sudomotori aumenta, e di conseguenza anche la conduttanza cutanea. L'EDA offre dunque una visione diretta della regolazione emotiva autonoma.

## Storia e sviluppo
Il termine “attività elettrodermica” deriva da un susseguirsi di definizioni precedentemente coniate riguardo ai fenomeni elettrodermici che portarono la comunità scientifica alla richiesta di un termine comune che eliminasse confusioni ed equivoci tra gli studiosi.
Prima del 1900 furono condotti diversi studi empirici riguardanti l'attività elettrodermica; l'interesse partì dal neurologo francese Jean-Martin Charcot, famoso per i suoi lavori sull'isteria e sull'ipnosi. Vigouroux, un suo collaboratore, influenzato dalle teorie di Charcot riguardo alle nozioni sul magnetismo animale del 1800, fu il primo ad osservare il fenomeno elettrodermico, associandolo a fattori psicologici. Egli misurò i livelli di resistenza cutanea tonica (indicante il valore assoluto della resistenza elettrica cutanea e costituente un indice dello stato generale di attivazione del sistema nervoso) in vari gruppi di pazienti, valutandola come un segno clinico diagnostico; inoltre, egli propose la “teoria vascolare” dell'EDA, che associa i cambiamenti di resistenza cutanea ai cambiamenti del flusso sanguigno.
Nello stesso laboratorio, il medico francese Féré, nel 1888, scoprì che dal passaggio di una debole scarica di corrente elettrica, attraverso due elettrodi posti sulla superficie della pelle, era possibile ottenere la misura momentanea del decremento della risposta di resistenza cutanea dovuto a vari stimoli (visivi, uditivi, olfattivi). Da questo dedusse che la pelle, in presenza di stimoli esterni, può momentaneamente diventare un migliore conduttore di elettricità.  Tra il 1870 ed il 1880, Hermann dimostrò che il processo di secrezione delle ghiandole eccrine era associato ad una generazione di potenziale; nel 1890, un fisiologo russo, Tarchanoff, dedusse che la misurazione dei cambiamenti dei potenziali elettrici, tra due elettrodi posti sulla pelle, potesse avvenire anche senza il ricorso a stimoli esterni. Tarchanoff, a differenza di Vigouroux, propose una “teoria secretoria”, che associava l'EDA all'attività delle ghiandole sudoripare. La teoria fu supportata da Darrow, nel 1927, che misurò l'EDA e la secrezione sudoripara simultaneamente, riscontrando risultati che associavano le due misurazioni. Era noto, ai tempi, che il sistema nervoso autonomo, attraverso la catena simpatica, innervasse le ghiandole palmari sudoripare e, da questo, si presuppose che l'EDA fosse il riflesso di un'attivazione simpatica. Agli inizi del 1900, il neurologo Veraguth introdusse il concetto di “riflesso psicogalvanico” (psychogalvanic reflex o PGR). Tale processo dimostrò la risposta palmare della ghiandola sudoripara in presenza di una stimolazione sensoriale. Diversi studi vennero condotti anche dal noto psichiatra e psicoanalista Carl Gustav Jung che, influenzato da Veraguth, iniziò ad utilizzare la misurazione dell'EDA, associandola ai concetti psicologici di emozione, arousal ed attenzione.

## Metodi e strumenti di registrazione
La resistenza elettrica, o il suo reciproco, la conduttanza, indicano la misura in cui un passaggio di corrente è favorito; la resistenza elettrica cutanea viene misurata attraverso la collocazione di due elettrodi sulla pelle, in genere posizionati su due dita vicine, applicando un potenziale elettrico tra i due punti di contatto sulla cute e misurando il flusso di corrente risultante tra di essi. L'attività conduttiva della pelle (skin conductance activity o SCA) è dovuta all'apertura delle ghiandole sudoripare eccrine, che diminuiscono la resistenza al passaggio della corrente attraverso il derma, il quale genera un voltaggio da cui è possibile calcolare la resistenza della pelle.
I vecchi sistemi di registrazione rilevavano il segnale di conduttanza cutanea in forma analogica, il quale veniva poi inviato ad un record cartaceo. Nella maggior parte dei sistemi di registrazione odierni, il segnale viene digitalizzato e memorizzato su un computer, ed il ricercatore seleziona i momenti da cui il computer inizierà a campionare l'EDA. Storicamente, alla presentazione di uno stimolo sperimentale seguiva la finestra temporale di campionamento, che comprendeva un intervallo di pochi secondi, per cui i dati registrati al di fuori della sezione considerata venivano persi. Successivamente, è divenuto possibile campionare l'EDA in modo continuo, e contrassegnare eventi critici, attraverso la pressione di un tasto o l'utilizzo di un segnale programmato, fornendo una stampa continua della sessione sperimentale. Vengono utilizzati numerosi tipi di dispositivi EDA: da quelli indossabili, portatili e alimentati a batteria, a quelli incorporati (ad esempio, nel mouse di un computer o nel volante di un'auto), dotati di elettrodi umidi (gelificati) o asciutti e con o senza unità di elaborazione del segnale di base. 
Scegliendo un sistema di registrazione EDA, è necessario considerare le capacità di elaborazione e gli eventuali problemi relativi ai software utilizzati. È fondamentale, inoltre, prestare particolare attenzione alla selezione degli elettrodi di registrazione, alle paste o gel elettrodici, al posizionamento degli elettrodi e alle condizioni ambientali generali. 
Gli elettrodi sono un collegamento elettrico tra la pelle umana e il circuito di misurazione per il monitoraggio dei parametri EDA. I tipi di elettrodi più tipicamente utilizzati sono quelli realizzati in argento o cloruro di argento (Ag/AgCI), prodotti in laboratorio o disponibili in commercio, poiché riducono al minimo lo sviluppo di potenziali di polarizzazione e depolarizzazione; un'alternativa è rappresentata dagli elettrodi in solfato di zinco-zinco.
Questi elettrodi possono essere facilmente posizionati mediante l'uso di fasce biadesive, che hanno anche lo scopo di aiutare a controllare le dimensioni dell'area cutanea che viene a contatto con la pasta dell'elettrodo: è l'area di contatto, più che la dimensione dell'elettrodo, ad influire sui valori di conduttanza. In generale, gli elettrodi più utilizzati sono gli elettrodi umidi riutilizzabili, comunemente realizzati in cloruro d'argento sintetizzato (AgCl), i quali richiedono l'utilizzo di un gel specifico che riduca al minimo la polarizzazione, assicurando un contatto elettrico ottimale e prevenendo gli effetti dell'elettrolisi; gli elettrodi monouso, venduti con un'apposita spugnetta imbevuta di gel; gli elettrodi a secco, che non prevedono l'aggiunta di gel, dedicati ad un'applicazione di lunga durata, giorni o settimane, e realizzati in vari materiali tra cui piombo, zinco, cromo, acciaio inossidabile e oro, supportati da fasce elastiche con velcro per il fissaggio.
La pasta per elettrodi è il mezzo conduttivo tra gli elettrodi e la pelle. È importante che la pasta per elettrodi scelta conservi le proprietà elettriche del sistema di risposta di interesse senza alterarle. Per questo motivo, è raccomandato l'uso di una pasta che contiene un gradiente di salinità simile al sudore; la pasta deve essere quindi isotonica per cui non devono sussistere differenze nella concentrazione e nella pressione osmotica tra essa e il sudore. 
La misurazione registra un piccolo flusso di corrente che passa attraverso la pelle, e la pasta interagisce con il tessuto su cui è posizionato l'elettrodo. Due elettrodi vengono collocati su zone attive, effettuando una registrazione bipolare, e la direzione in cui scorre la corrente non è importante. Le registrazioni sono in genere effettuate sui palmi delle mani, poiché presentano una maggiore quantità di ghiandole sudoripare rispetto ad altre parti del corpo, e possono essere accettabili diversi posizionamenti. I più comuni sono le eminenze tenari, ovvero il complesso di tre muscoli situati sui palmi delle mani, alla base del pollice, e la superficie anteriore o volare delle falangi mediali o distali delle dita. Per quanto riguarda la mano su cui viene effettuata la registrazione, la mano non dominante è favorita, perché meno probabilmente presenterà tagli o calli, e perché permette alla mano dominante di essere libera di eseguire eventuali attività. Nella registrazione EDA è fondamentale preservare le proprietà elettriche del sistema di risposta; i siti degli elettrodi non necessitano di alcuna preparazione, come pulizia con alcol o abrasione, che potrebbe ridurre le naturali proprietà resistive o conduttive della pelle. È sufficiente lavarsi le mani con un sapone non abrasivo prima di applicare gli elettrodi, e mantenere la pelle pulita e asciutta. La temperatura dell'ambiente e l'ora del giorno sono due fattori ambientali che andrebbero considerati. Poiché l'EDA è influenzata dall'idratazione del corneo, la conduttanza tende ad aumentare all'aumento della temperatura dell'ambiente. Si raccomanda, quindi, una temperatura di circa 23 °C. Allo stesso modo, l'umidità della stanza andrebbe mantenuta costante, all'incirca tra 50% e il 65%, poiché gli effetti diurni potrebbero influenzare la misurazione dell'EDA.

## Misurazione del segnale
L'EDA è tipicamente suddivisa in due componenti, che considerano il livello di conduttanza cutanea (skin conductance level o SCL) e la risposta di conduttanza cutanea (skin conductance response o SCR). La prima componente è quella basale o tonica, che varia gradualmente, nel corso di alcuni minuti, e si ritiene rappresenti le condizioni ambientali che contribuiscono al livello basale di riempimento delle ghiandole. La seconda è la componente fasica, che si sovrappone a quella tonica, e consiste in eventi di rilascio pulsatile del sudore. Questi eventi sono distribuiti su una scala temporale di pochi secondi, e si ritiene corrispondano più strettamente all'attività del sistema nervoso simmetrico. 
La componente tonica, lenta, del segnale costituisce un indice del livello di base dell'attivazione simpatica e dell'attività delle ghiandole eccrine e rappresenta il valore assoluto della resistenza elettrica cutanea. Gli impulsi fasici, veloci, invece, indicano il parametro costituito dalle risposte rapide provocate da stimoli specifici di natura emozionale, sensoriale o ideativa, e riflettono un aumento della conduttanza causato dall'attivazione simpatica in risposta a uno stimolo. Il valore SCL indica il livello di eccitazione psicologica del soggetto, mentre il valore SCR rappresenta una misura dell'eccitazione momentanea del soggetto e gli impulsi nel segnale di conduttanza cutanea. 
I termini "fasico" e "tonico" si riferiscono, rispettivamente, a fenomeni con decorsi temporali più brevi e fenomeni con decorsi temporali più lunghi; i primi sono risposte elettrodermiche (electrodermal response o EDR) a stimoli elicitanti, oppure di origine sconosciuta ed etichettati come risposte aspecifiche (non-specific o NS). I fenomeni tonici si riflettono nei livelli elettrodermici (electrodermal levels o EDL): questi cambiano più lentamente e gli EDR, i cui cambiamenti sono misurati in secondi, sono sovrapposti a un EDL che cambia più lentamente. 
La banda spettrale più sensibile al controllo simpatico centrale dell'EDA a riposo è confinata tra 0,045 e 0,25 Hz.
Esistono due metodi di misurazione dell'EDA: 
- La misurazione endosomatica utilizza una corrente elettrica esterna che attraversa la pelle grazie all'applicazione di elettrodi in superficie. È il sistema di rilevazione più discreto, in quanto può riflettere in modo differenziato i vari processi che avvengono durante l'EDA fasica. Non richiede particolari sistemi di amplificazione o accoppiamento e la misurazione può essere eseguita da amplificatori elettroencefalogrammi (EEG) o elettromiogrammi (EMG) che abbiano un'impedenza di ingresso sufficientemente grande, nel caso di amplificatori in corrente continua, o un tempo di controllo sufficientemente lungo, per non distorcere le forme d'onda, nel caso di amplificatori accoppiati R-C. L'interpretazione diretta delle SPR risultanti, tuttavia, può essere piuttosto complicata.
- La misurazione esosomatica comporta il monitoraggio delle differenze di tensione tra i due elettrodi e misura i potenziali elettrici cutanei generati internamente, senza applicazione di un evento esterno.
  - La misurazione dell'EDA esosomatica con corrente diretta, attraverso un sistema a tensione costante, è il metodo più diffuso in psicofisiologia per l'osservazione dei fenomeni elettrodermici, sia fasici che tonici. Alcuni ricercatori, però, temono che anche con elettrodi Ag/AgCl non polarizzanti vi sia il rischio di una polarizzazione elettrodica, e quindi una dipendenza della conduttanza cutanea dalla generazione di controelettrodi.
  - La misurazione dell'EDA esosomatica con corrente alternata ha lo scopo di evitare problemi di polarizzazione e induzione di campi elettromagnetici. La sua applicazione alla ricerca consentirebbe di determinare eventuali cambiamenti capacitivi nei livelli e nelle risposte elettrodermiche. La registrazione elettrodermica può richiedere elettrodi, gel elettrodici e dispositivi di registrazione speciali, che possono essere diversi da quelli utilizzati per altre misure psicofisiologiche.

Solo le misure endosomatiche, utilizzate piuttosto di rado, possono essere eseguite con apparecchiature di registrazione standard. Queste misure, tuttavia, richiedono una scelta particolare e il pretrattamento di un sito di registrazione inattivo.
L'EDA viene utilizzata con sempre maggiore regolarità, ad esempio a causa dell'interesse da parte dell'industria e degli istituti di ricerca per l'acquisizione di informazioni oggettive sulla percezione umana di prodotti o servizi; o anche nello studio dell'identificazione dell'eccitazione o delle emozioni stimolate durante lo svolgimento di compiti cognitivi e mentali. L'attività della ghiandola sudoripara è utilizzata, inoltre, per valutare l'attività del sistema nervoso simpatico in applicazioni come i test della macchina della verità e il neuromarketing.

## Applicazioni cliniche nella misura dello stress e del dolore
Attraverso l'utilizzo di sensori elettrodermici è possibile valutare la correlazione tra dolore e stress. Il dolore e le relative percezione ed intensità sono da definirsi componenti soggettive ascrivibili ad ogni essere umano, nonostante sia universalmente riconosciuto il legame tra sensazione dolorosa e stress. La sofferenza può condurre a numerosi sintomi, quali tensioni muscolari e depressione, che sono da definirsi correlati dello stress. 
Esistono dispositivi e sensori che misurano l'EDA, i quali monitorano, nella quotidianità, l'attivazione cronica del dolore, cosicché possa essere rilevata e computata, con il fine ultimo di poter gestire e modulare la comparsa di dolore stesso e relativo stress. Il patimento fisico segue un preciso sentiero di attivazione, il quale comincia all'occorrere dello stimolo doloroso, da cui scaturisce il segnale nocicettivo, che viaggia dai relativi recettori ai nervi periferici, giungendo poi al midollo spinale ed in seguito alle strutture cerebrali, dove il talamo trasmetterà i segnali alla corteccia somatosensoriale, frontale e, infine, al sistema limbico.  Nel 2021, Chen e collaboratori sottolineano tuttavia come non sempre la fonte del dolore sia facilmente individuabile e come non tutti i tipi di sofferenza abbiano ragioni evidenti, come ferite o infortuni; talvolta alcuni patimenti vengono osservati anche al termine del decorso di una lesione.
Ad ogni modo, è necessario specificare che lo studio relativo al dolore è di per sé insidioso: è difficile ottenere un consenso alla partecipazione a test dove si vivano sensazioni affliggenti, come il ricorso ai mezzi utili a condurre tali test, poiché ad appannaggio di ospedali e sale operatorie. Esistono scale di misurazione grazie alle quali il paziente riporta l'intensità e la misura del suo dolore, come la VAS (Visual Analogue Scale), la VRS (Verbal Rating Scale) e la NRS (Numerical Rating Scale). Queste appena riportate sono da definire scale self-report; pertanto, la misurazione che ne consegue è soggettiva.
Esiste anche una modalità oggettiva secondo la quale il dolore viene misurato e riportato dal clinico, che assiste nel momento inter e post-operatorio. Può rappresentare uno strumento in più nelle mani dello stesso clinico, che gli permette di definire con più precisione cosa affligge il paziente; risulta fondamentale poiché offre la possibilità di pervenire una misurazione della sofferenza e dello stress mediante l'utilizzo di specifici sensori. All'occorrere dello stress si registra un coinvolgimento della temperatura corporea (centrale e periferica): la temperatura centrale tende ad alzarsi in risposta allo stress, mentre, nelle zone corporali più periferiche, si registra un abbassamento di calore, che porta ad un drastico calo della temperatura, il quale è esso stesso causato dalla vasocostrizione.
L'attività elettrodermica, dunque, agisce in risposta all'azione vaso-costrittiva, ed è seguita da una risposta galvanica della pelle e dalla conseguente sudorazione. Il sensore Empatica E4 è un rilevatore dell'attivazione elettrodermica appena descritta: un braccialetto che permette di raccogliere in tempo reale dati relativi alla temperatura della pelle e, dunque, della relativa attività elettrodermica.
La stessa funzione dell'E4 viene assolta da un altro dispositivo: il BN-PPGED, anch'esso deputato alla misurarazione dell'attività elettrodermica. Quest'ultimo può essere indossato sulle dita indice e medio, così come lo “Shimmer Sensor”, un sensore che monitora l'EDA, e trasmette via Bluetooth i dati registrati dall'apparecchio ad un computer personale, risultando anch'esso funzionale e pratico all'interno della cornice clinica. Grazie all'applicazione degli specifici sensori ed apparecchi deputati alla rilevazione dell'EDA, è possibile raggiungere il punto nevralgico dell'asse di dolore e stress riportato dal paziente, analizzando più nel dettaglio elementi che possono essere perturbanti ed invalidanti con la semplice misurazione dell'attività elettrodermica, osservando, più nello specifico, l'occorrere dell'attività fasica e tonica. Ad ogni modo, è necessario specificare che la misurazione dell'EDA, in sé e per sé, non porta alla rapida risoluzione del nucleo doloroso e stressante del paziente; s'impiegano strumenti volti a registrare e valutare quali possano essere le tematiche attivanti ed invalidanti per il paziente. Si dispone pur sempre di un mezzo attraverso il quale il clinico può risolvere le criticità sollevate da Chen, il quale afferma che non sempre si possano impugnare la causa e la motivazione del malessere del paziente, poiché talvolta di difficile definizione anche per lui stesso: in questo caso, a fornire risposte, non sarà il soggetto afflitto, ma la sua stessa attività galvanica.

## Limiti e vantaggi
Il grande vantaggio dell'EDA è che rappresenta un ponte tra la misurazione fisiologica di attivazione del sistema nervoso simpatico e gli stati cognitivi ed emotivi esperiti. L'EDA è infatti altamente sensibile ai cambiamenti di stato e ai processi psicologici. Il fine ultimo è quello di conoscere i suddetti ponti ed agire su di essi, permettendo, ad esempio, di controllare l'ansia. 
Un ulteriore vantaggio è che si tratta di una procedura poco costosa, in confronto alle misurazioni tradizionali. Inoltre, le procedure di registrazione e di quantificazione sono relativamente semplici da attuare, possono dunque essere rivolte non solo ad adulti ma anche a bambini in tenera età.
L'EDA presenta tuttavia dei limiti, essendo facilmente influenzabile sia da fattori interni che da fattori esterni. Un esempio di fattore esterno riguarda l'umidità dell'aria, mentre esempi di fattori interni sono l'assunzione di medicinali e l'idratazione, i quali possono rendere il risultato inconsistente. 
Un secondo svantaggio è rappresentato dal fatto che il risultato della misurazione vari in riferimento alla zona in cui viene applicato l'elettrodo, sia a causa della diversa densità delle ghiandole sudoripare, sia delle diverse fonti di attivazione. 
Il maggiore svantaggio che si presenta è che le risposte EDA vengono registrate in ritardo di circa 1-3 secondi, e questo rende complicata la connessione all'attività simpatica; la professionalità dell'operatore nella registrazione è dunque determinante.